# Canal de Lodosa
El canal de Lodosa es una canal de riego que abastece cultivos cercanos al margen derecho del río Ebro, desde la localidad navarra de Lodosa a la aragonesa de Mallén. Finalizado en 1935, cuenta con 127 kilómetros de longitud y discurre por zonas de Navarra, La Rioja y Aragón. Se trata de una de las obras de ingeniería hidráulica más importantes de España, aportando un valor extraordinario a diversos sectores económicos del eje del Valle del Ebro. 

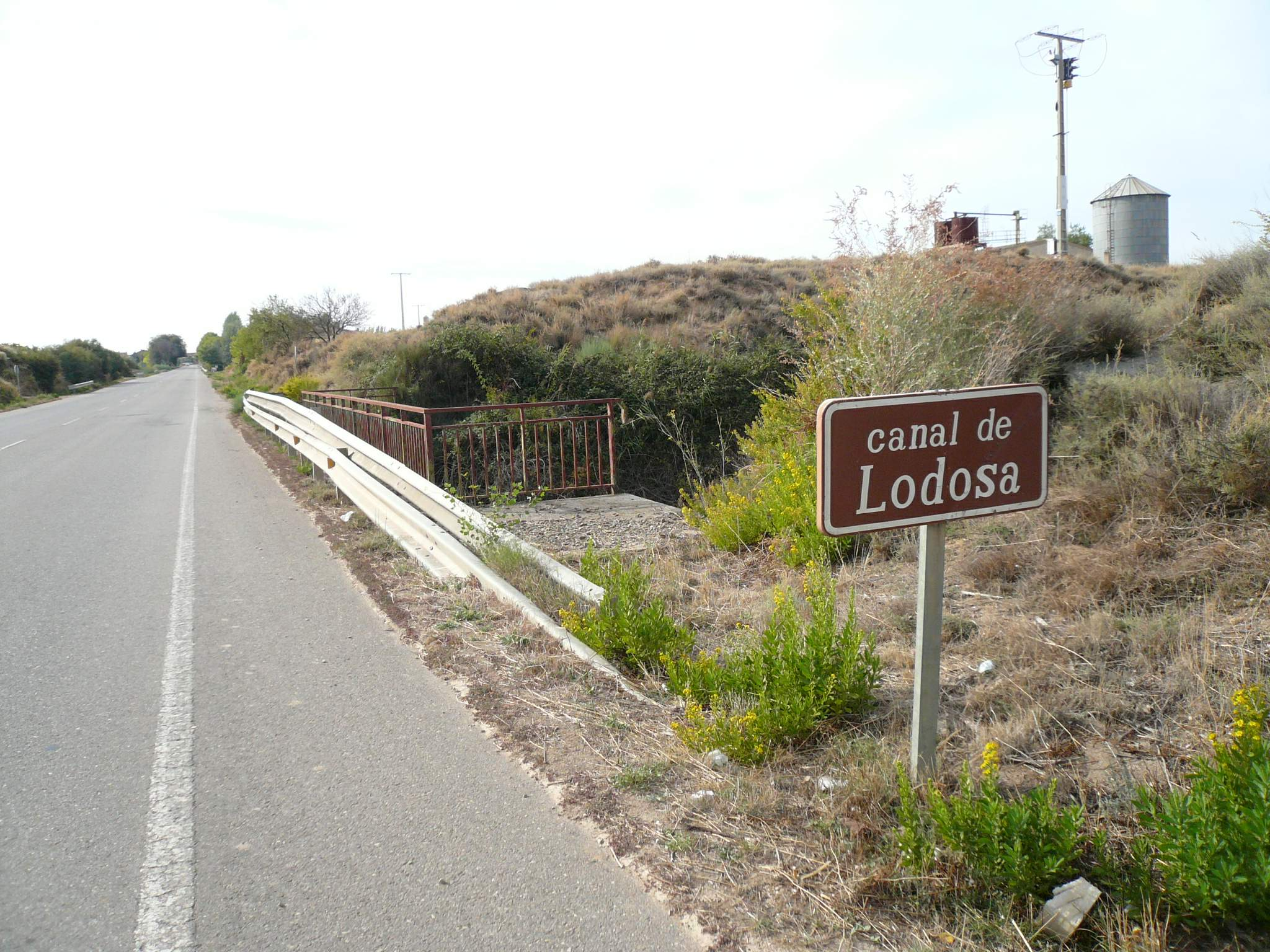
El canal a su paso por Rincón de Soto (La Rioja)

## Historia

### Primer proyecto
Se conoce que la zona por la que discurre el canal de Lodosa ya era regada tradicionalmente desde antaño. De hecho, ya existían proyectos para la construcción del canal en el siglo XVIII, como el del Conde de Gages de 1752. Sin embargo, su existencia formal comienza a originarse en el siglo XIX, más concretamente en el año 1859. En dicha fecha, un vecino de la localidad de Zaragoza, Don José de Gama, solicitó la creación de un proyecto hidráulico y de regadío, que dictaba lo siguiente: "Autorización para verificar estudios de un canal de riego derivado del Ebro, con el objeto de fertilizar campos de Calahorra, Aldeanueva, etc.... hasta el río Jalón". Seguidamente, en 1861, se confirmó la aprobación del canal, pero nunca se llegó a construir debido a que se consideraba irrealizable. Finalmente, dicha concesión se dio por caducada en 1881.

### Aprobación y construcción
No obstante, la Dirección General de Obras Hidráulicas redactó en 1903 el Plan General de Canales y Pantanos, en la que incluye el estudio de la creación del canal de Lodosa. De esta manera, la idea de un proyecto para dar vida al canal resurgía de nuevo, y más aún cuando en 1906 Don Saturnino Bellido, junto a otros miembros de la Junta Gestora compuesta por representantes de municipios por los que pasaría el canal, solicitan una agilización de las obras. En consecuencia, Don Cornelio Arellano redactó el proyecto formalmente en el año 1907, se aprobó en 1910, y las primeras obras comenzaron el 30 de mayo de 1915, bajo el nombre del Canal Victoria-Alfonso.
En 1926, una vez creada la Confederación Sindical Hidrográfica del Ebro, las obras comienzan a avanzar ágilmente gracias a la administración y control este nuevo organismo. Por ello, en el año 1935, el Canal de Lodosa se da por concluido y disponible para ser empleado.
La idea del canal surgió por la pretensión de regar aquellas zonas de cultivo en el margen derecho del río Ebro. Dicho plan afectaría a territorios de las Comunidades de Aragón, Navarra y La Rioja, como es así hoy en día. No obstante, si por algo se pospuso en numerosas ocasiones la construcción del canal en el pasado, fue porque se quiso respetar un caudal mínimo del Ebro de unos 32 m3/s. Una vez aprobado el proyecto de la construcción del Embalse del Ebro, el caudal del Ebro ya no supondría un problema para la construcción del canal, por lo que se llevó a cabo el proyecto.

### Actualidad e incidentes
En la actualidad, el canal sigue en funcionamiento, pero diversas obras y reparaciones son necesarias, debido a filtraciones que pueden producirse a su paso por terrenos yesíferos o a fisuras en el hormigón del canal consecuencia del paso del tiempo. Por ello, el 24 de noviembre de 2021 se aprobó un plan de mantenimiento con un presupuesto de 315.800 euros para realizar las reparaciones necesarias, en un plazo de 18 meses.
En cuanto a incidentes, el canal ha sido el escenario de varios desafortunados sucesos. El 18 de febrero de 2021 fallecieron dos vecinos de Castejón que habían caído con su turismo al canal, a la altura de Alfaro. El 28 de enero de 2024 un coche se precipitó al canal cerca de Calahorra, cuando este no llevaba apenas agua. El 1 de junio del mismo año se producía una colisión frontal de dos vehículos en la carretera paralela al canal, cayéndose uno de ellos al canal. Finalmente, el 10 de agosto de 2024, un cadáver apareció en un tramo del canal, que luego se identificaría con un vecino de Calahorra.

## Características
El canal toma el agua del Ebro en la localidad navarra de Lodosa, más concretamente en la presa de los Mártires de Lodosa. Allí comienza el recorrido, de 127 kilómetros de longitud, hasta llegar al Barranco de la Marga, en el municipio de Mallén, donde entrega el agua sobrante al Ebro. El canal se encuentra dividido en cuatro tramos:
1. De Lodosa al cruce con el río Cidacos. Existe un acueducto que cruza el río de 422 metros
2. Del río Cidacos al cruce con el río Alhama, a su paso por Alfaro. Existe un acueducto que sobrepasa el río por el Barranco Recuendo, de unos 243 metros.
3. De Alfaro al cruce con el río Queiles. El canal discurre por varios túneles, que en total hacen la distancia de 5029 metros.
4. Del río Queiles al cruce con el río Huecha, en el término de Mallén. Este último tramo comprende 55 kilómetros de longitud.

La superficie a la que da abasto el canal es de 29.000 hectáreas, principalmente correspondientes a cultivos entre el canal y el margen derecho del Ebro. Dicha superficie de riego se estima que pertenece un 60% a Navarra, un 30% a La Rioja y un 10% a Aragón. En su origen, el canal de Lodosa tenía una capacidad de conducción de 22 m3/s, aunque en la actualidad ha aumentado a 29 m3/s.
Por otro lado, la demanda media anual de agua procedente del canal es de 225,5 hm3. El agua es destinada a todo tipo de cultivos, entre los que se incluyen viñas, espárragos, alcachofas, tomates, judías verdes, guisantes, habas… No obstante, si por algo destaca la zona regada por el canal es por abastecer los campos del pimiento del piquillo o pimiento de Lodosa, una variedad con un cultivo muy arraigado y que cuenta con la Denominación de Origen Protegida. Se pueden encontrar, además, invernaderos, campos hortícolas intensivos o cultivos herbáceos extensivos. 